# Oreneta cap-rogenca
L'oreneta cap-rogenca (Alopochelidon fucata) és una espècie d'ocell de la família dels hirundínids (Hirundinidae) i l'ordre dels passeriformes. És l'única espècie del seu gènere però abans era considerada part del gènere Stelgidopteryx. El seu estat de conservació es considera de risc mínim.

## Hàbitat i distribució geogràfica
Habita sabanes seques, praderies tropicals o subtropicals estacionalment humides o zones empantanegades de terres baixes, al sud del Brasil, l'Uruguai, el Paraguai, el nord de l'Argentina i est de Bolívia. També habita localment al Perú, Colòmbia, Veneçuela i el nord del Brasil.